# باربارا هریس (بازیگر)
باربارا هریس (انگلیسی: Barbara Harris؛ زادهٔ ۲۵ ژوئیهٔ ۱۹۳۵ – درگذشتهٔ ۲۱ اوت ۲۰۱۸) بازیگر اهل ایالات متحده آمریکا بود. وی بین سال‌های ۱۹۵۹ تا ۱۹۹۷ میلادی فعالیت می‌کرد.
از فیلم‌ها یا برنامه‌های تلویزیونی که وی در آن نقش داشته‌است می‌توان به نشویل، هزاران دلقک، هری کلرمن کیست اشاره کرد.

## فیلم‌شناسی
| سال  | عنوان                                                                   | نقش                    | توضیح                                                             |
| ---- | ----------------------------------------------------------------------- | ---------------------- | ----------------------------------------------------------------- |
| ۱۹۶۵ | هزاران دلقک                                                             | Dr. Sandra Markowitz   | آغاز بازیگری نامزد—Golden Globe for Best Actress – Musical/Comedy |
| ۱۹۶۷ | Oh Dad, Poor Dad, Mamma's Hung You in the Closet and I'm Feelin' So Sad | Rosalie                |                                                                   |
| ۱۹۷۱ | سوئیت پلازا                                                             | Muriel Tate            |                                                                   |
| ۱۹۷۱ | هری کلرمن کیست و چرا این حرف‌های وحشتناک را درباره‌ام می‌زند؟              | Allison Densmore       | نامزد—جایزه اسکار بهترین بازیگر نقش مکمل زن                       |
| ۱۹۷۲ | جنگ بین مرد و زن                                                        | Theresa Alice Kozlenko |                                                                   |
| ۱۹۷۴ | Mixed Company                                                           | Kathy Morrison         |                                                                   |
| ۱۹۷۵ | The Manchu Eagle Murder Caper Mystery                                   | Miss Helen Fredericks  |                                                                   |
| ۱۹۷۵ | نشویل                                                                   | Albuquerque            | نامزد—جایزه گلدن گلوب بهترین بازیگر نقش مکمل زن                   |
| ۱۹۷۶ | توطئه خانوادگی                                                          | Blanche Tyler          | نامزد—Golden Globe for Best Actress – Musical/Comedy              |
| ۱۹۷۶ | جمعه عجیب                                                               | Ellen Andrews          | نامزد—Golden Globe for Best Actress – Musical/Comedy              |
| ۱۹۷۸ | فیلم فیلم                                                               | Trixie Lane            |                                                                   |
| ۱۹۷۹ | The North Avenue Irregulars                                             | Vickie Simms           |                                                                   |
| ۱۹۷۹ | اغوای جو تاینن                                                          | Ellie Tynan            |                                                                   |
| ۱۹۸۱ | Second-Hand Hearts                                                      | Dinette Dusty          |                                                                   |
| ۱۹۸۶ | پگی سو ازدواج کرد                                                       | Evelyn Kelcher         |                                                                   |
| ۱۹۸۷ | Nice Girls Don't Explode                                                | Mom                    |                                                                   |
| ۱۹۸۸ | لات‌های کثیف فاسد                                                        | Fanny Eubanks          |                                                                   |
| ۱۹۹۷ | گراس پوینت بلنک                                                         | Mary Blank             | آخرین نقش                                                         |